# Irish water spaniel
L'Irish Water Spaniel, noto per i riccioli del suo mantello, è un cane utilizzato nella caccia alla selvaggina acquatica.

## Origini
Non si conoscono con precisione le origini del Water Spaniel. Si ritiene che derivi da cani giunti in Irlanda attraverso la Spagna. Talune fonti del XVII sec. parlano di cani con un mantello resistente all'acqua usati in Irlanda per la caccia ad uccelli selvatici. Esistono inoltre alcune testimonianze facenti riferimento a cani con la coda di topo. Questa caratteristica non appare in nessun cane simile e rende molto probabile l'idea che la moderna razza abbia un antenato indigeno irlandese. 
Il Water Spaniel ha iniziato ad essere selezionato a partire dal 1834, e rappresenta il tentativo di creare un cane da caccia avente caratteristiche del Pointer, dei Setter, dei Retriever e degli Spaniel.
La razza fu presentata per la prima volta all'esposizione canina di Birmingham del 1862.

## Caratteristiche fisiche

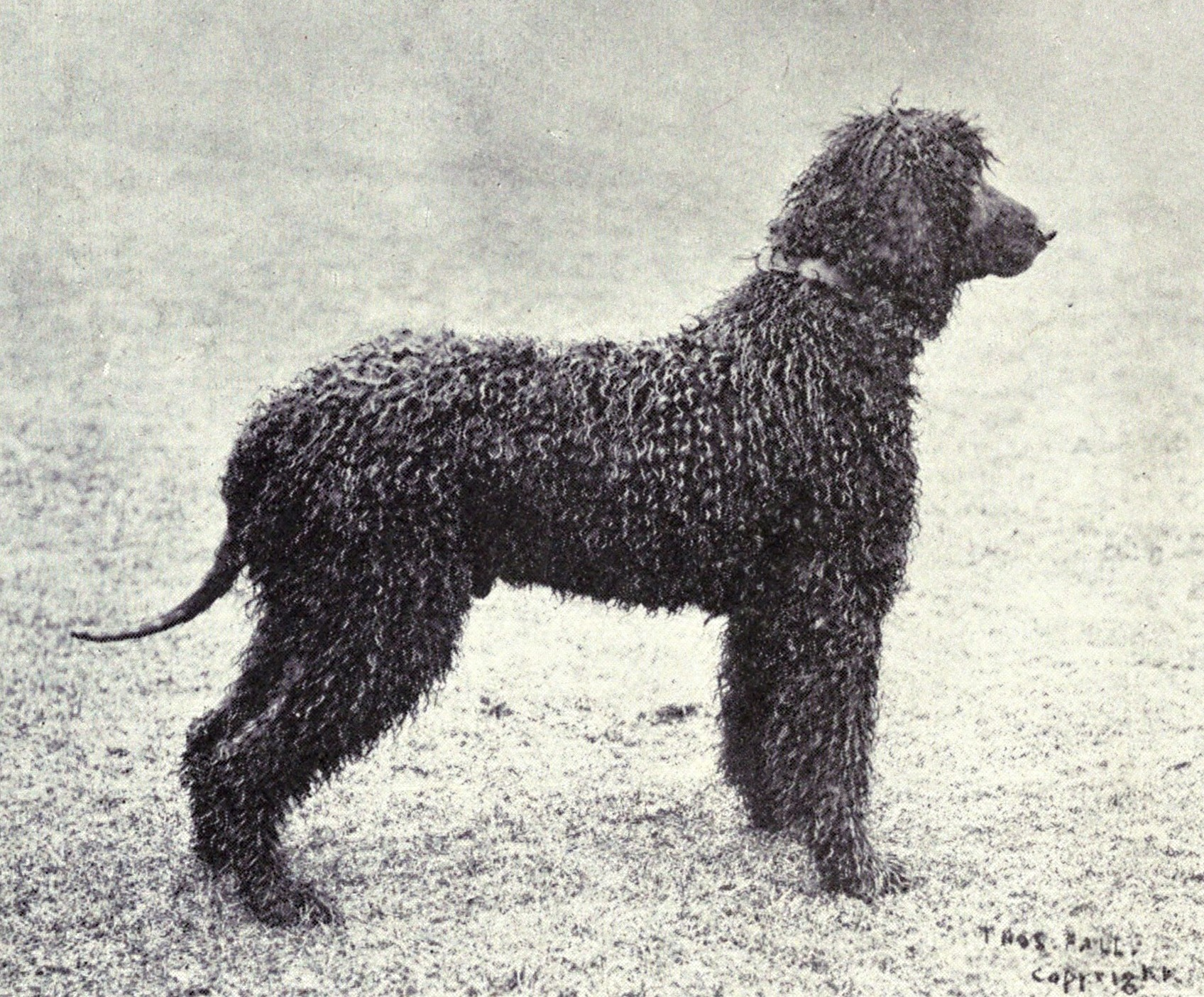
Una fotografia del 1915 ritraente un esemplare di Irish Water Spaniel

Cane dal portamento elegante, il Water Spaniel ha testa con cranio a cupola, muso lungo e quadrato, stop graduale. Il tartufo è largo e ben sviluppato, color fegato scuro.
Gli occhi, a forma di mandorla, sono piccoli e scuri; le orecchie, coperte di boccoli, sono lunghe, attaccate basse e pendenti lungo le guance.
Il pelo è a riccioli fitti e crespi, non lanosi, ma oleosi, con sottopelo impermeabile. Il mantello è di color pulce, ovvero fegato tendente al violaceo.
Il dorso è corto, ampio e orizzontale. La coda, detta coda di topo, è corta, diritta, spessa alla radice (la radice è ricoperta da corti riccioli), ma fortemente assottigliata verso l'estremità (l'estremità è quasi priva di pelo).

## Carattere
Fiero, energico, leale, intelligente (facile da educare) e resistente, è dotato di una buona dose di coraggio. Oltre ad essere un abile cacciatore, è anche un buon cane per la famiglia.